# Музей латиноамериканського мистецтва (Буенос-Айрес)
Музей латиноамериканського мистецтва (ісп. Museo de Arte Latinoamericano de Buenos Aires, MALBA) — музей у Буенос-Айресі, заснований з метою збереження, вивчення та розповсюдження латиноамериканського мистецтва від початку XX століття до наших днів.
Музей було засновано аргентинським мільярдером і філантропом Едуардо Костантіні (ісп. Eduardo Costantini) і відкрито 21 вересня 2001 року. Основу експозиції музею становила особиста колекція творів мистецтва, зібрана засновником. Музей знаходиться в введенні некомерційної організації «Фонд МАЛБА — Костантіні» (ісп. Fundación MALBA —  Costantini).). До складу музею також входить активно діючий культурний центр. Щорічно музей приймає до мільйона відвідувачів і його підтримують понад 1400 активних меценатів.

## Будівництво
Будівлю було побудовано за проектом архітектурної компанії «Atelman-Fourcade-Tapia», переможцем конкурсу проектів, проведеного в 1997 році. До складу журі конкурсу входили такі всесвітньо відомі архітектори як британець Норман Фостер , аргентинець Сезар Пеллі і швейцарець Маріо Ботта . Будівлю музею було зведено в стилі деконструктивізму, популярного в 90-і роки XX століття .
З самого початку зовнішній вигляд будівлі неодноразово асоціювався з Галісійським центром сучасного мистецтва (ісп. Centro Gallego de Arte Contemporáneo), спроектованим архітектором Алвару Сіза у 1993 році, оскільки він навіть повторює облицювальний матеріал на своїх фасадах . Всередині, головний доступ до колекцій - через східну сторону будівлі за допомогою серії ескалаторів, які проходять крізь скляний фасад, піднімаючись вгору.
У травні 2007 року музей було оголошено пам'яткою, що представляє культурний інтерес. У листопаді 2008 року він отримал премію «Platinum Konex» за найкращу культурну сутність минулого десятиліття.
У 2011 році законодавча влада Буенос-Айреса погодила проект архітектора Карлоса Отта на будівництво прибудови MALBA, розширивши музей під площею Перу, використовуючи прозору скляну підлогу, яка дозволила б переглянути виставку з площі, і даючи природне світло новому музею .

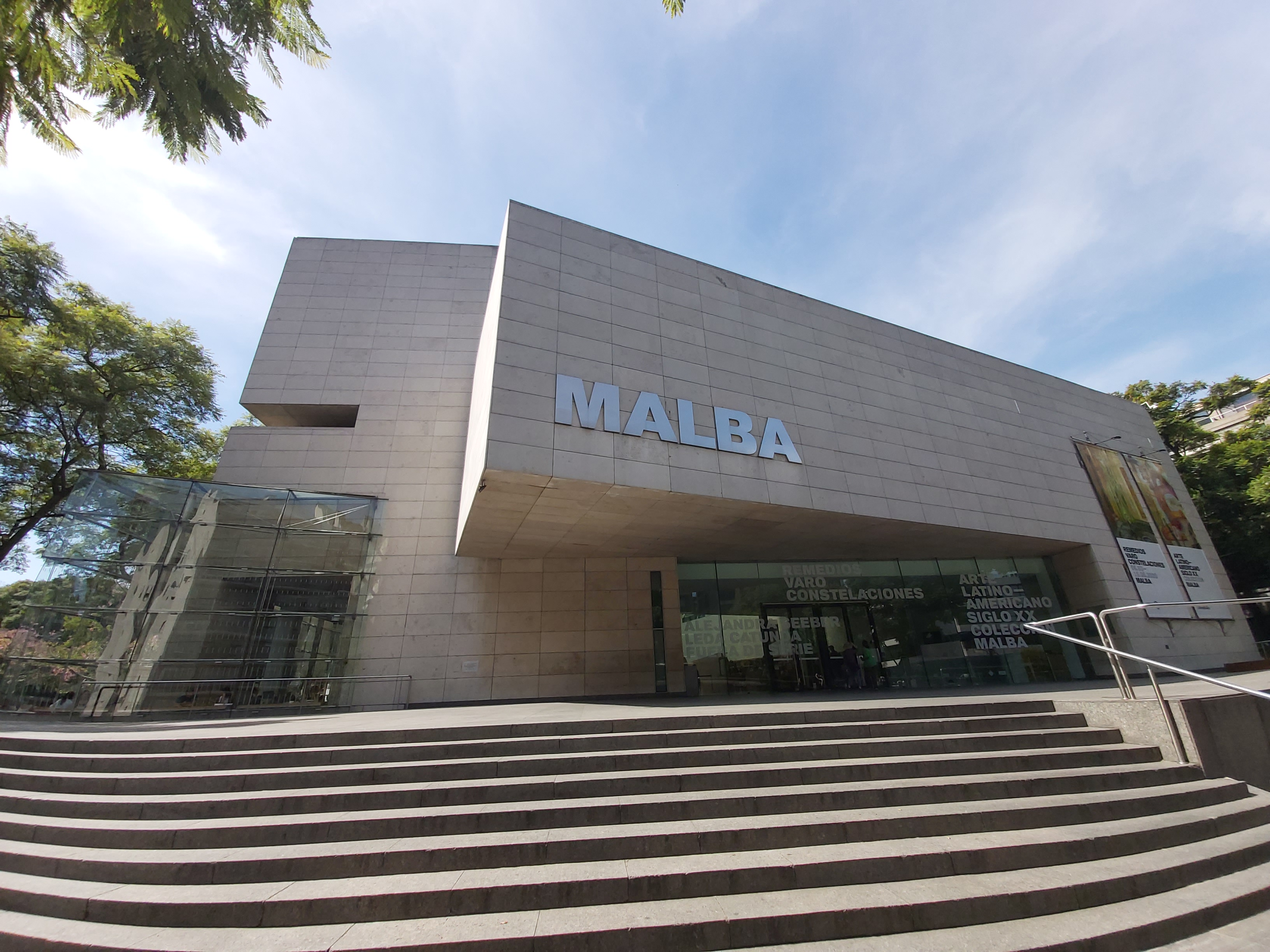
Фасад MALBA
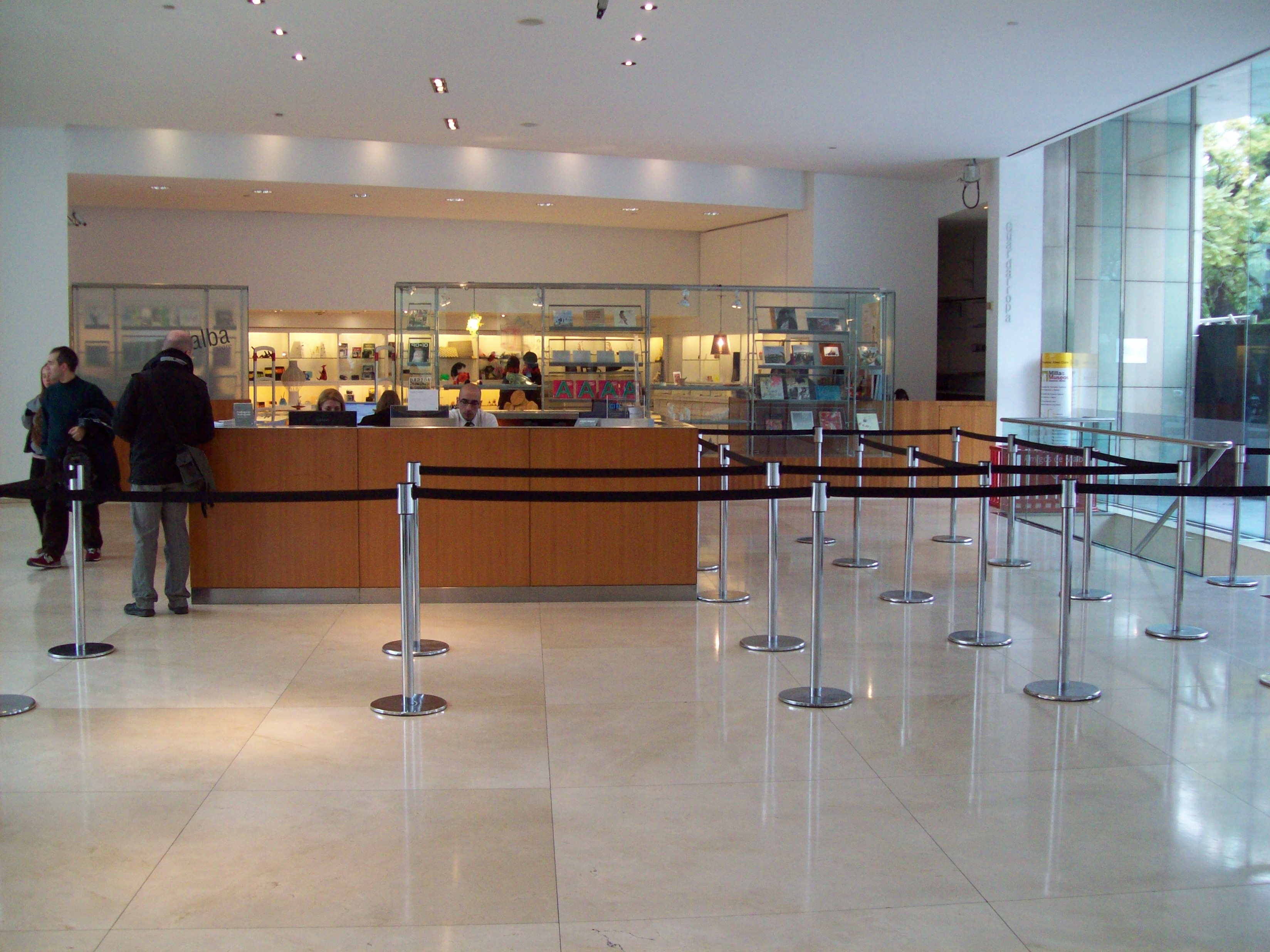
Інтер’єр входу
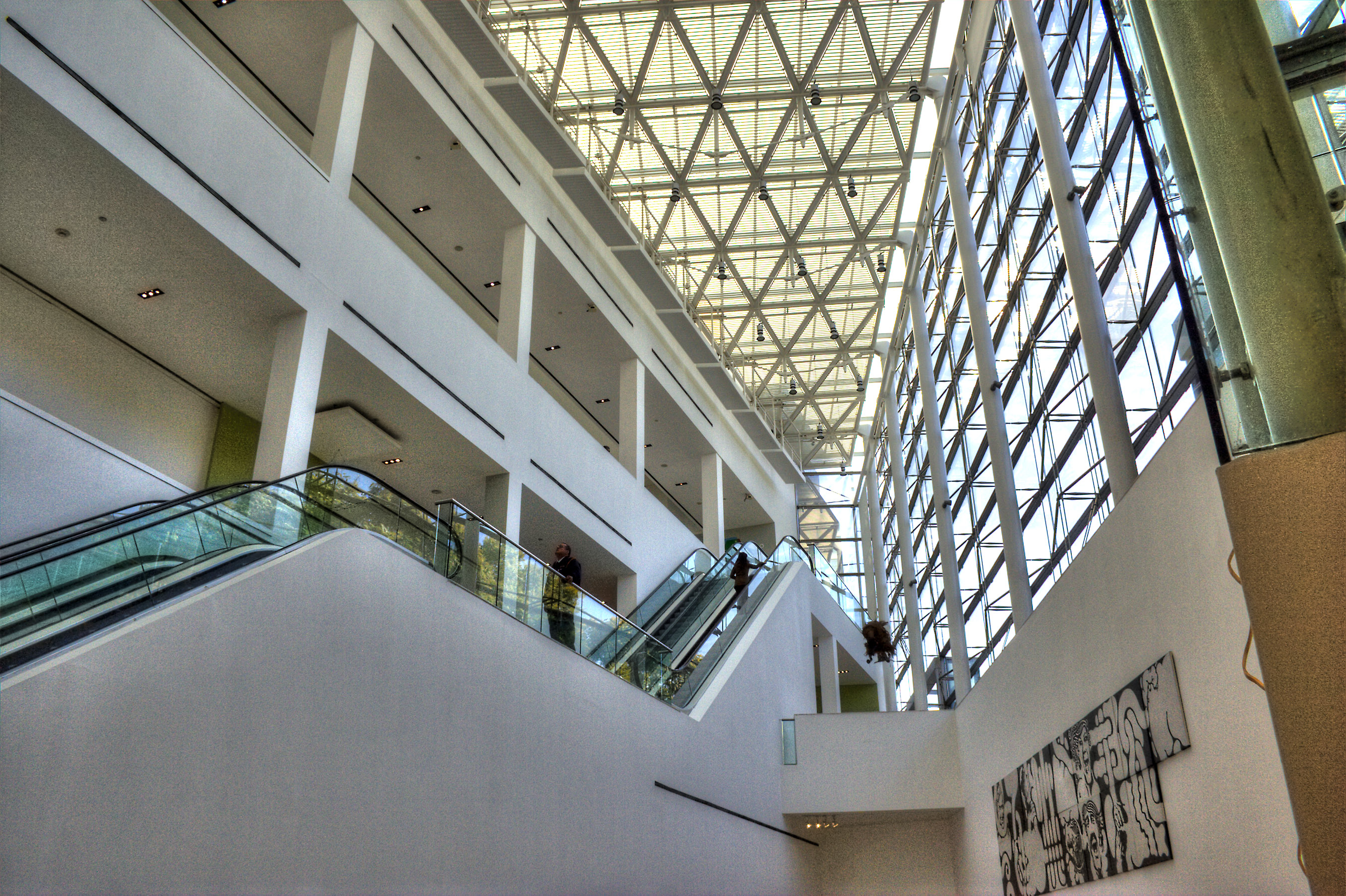
Головні сходи музею

## Колекція
Колекція музею налічує понад 400 робіт близько 160 художників з усієї Латинської Америки. Вона охоплює період від початку XX століття до сучасних робіт. Серед майстрів представлених в експозиції музею, виділяються такі художники як Фріда Кало, Фернандо Ботеро, аргентинці Антоніо Берні, Хорхе де ла Вега, Леон Ферарі.
Будівля музею налічує 3 поверхи. На першому виставлені твори сучасного мистецтва, на другому — основа колекції, 270 живописних робіт, що відносяться до першої половини XX століття. Третій поверх музею віддано під тимчасові виставки.